# Georg Friedrich Rogall
Georg Friedrich Rogall (* 14. April 1701 in Königsberg; † 6. April 1733 ebenda) war ein deutscher evangelischer Theologe. Er gilt als Wegbereiter des Pietismus in Ostpreußen.

## Leben
Rogall wuchs in Königsberg auf. Er studierte bis 1722 Evangelische Theologie an der Albertus-Universität Königsberg und 1722/23 an der Brandenburgischen Universität Frankfurt. 1723 wechselte er an die  Friedrichs-Universität Halle und hörte dort u. a. bei Christian Wolff Vorlesungen über Philosophie, Naturlehre und Mathematik. In Halle kam Rogall mit August Hermann Francke in Berührung, der ihn tief beeindruckte und dessen Freund und Tischgenosse er wurde. Durch Francke wieder neu für die Religion entflammt, legte er sein Hauptaugenmerk nun wieder auf die Theologie. Am Franckeschen Waisenhaus war er nebenbei als Katechet tätig. Nach dem Magisterabschluss 1723 kehrte Rogall 1724 nach Königsberg zurück.
1725 promovierte Rogall zum Doktor der Theologie und wurde, gegen den Widerstand des Dekans der theologischen Fakultät, Johann Jakob Quandt, auf Befehl König Friedrich Wilhelms I. ordentlicher Professor der Philosophie sowie außerordentlicher Professor der Theologie an der Albertus-Universität. 1727 wurde Rogall Inspektor und Prediger am pietistischen Collegium Fridericianum; 1729 übernahm er deren Direktionsgeschäfte, 1731 wurde er offiziell Direktor. In Rogalls Zeit als Direktor fällt die Aufnahme Immanuel Kants als Schüler.
1729 wurde Rogall Konsistorialrat, 1731 ordentlicher Professor der Theologie, 1731 Pastor am Königsberger Dom und Inspektor der Domschule. Mit 33 Jahren starb er im Jahr darauf in Königsberg an „Entkräftung“.

## Wirken
Rogall führte in Ostpreußen im Verein mit den Professoren Abraham Wolf  und Johann David Kypke mit Nachdruck den Hallischen Pietismus ein, dem dort bereits der Spener-Schüler Heinrich Lysius den Boden bereitet hatte. Von orthodoxen Lutheranern wie dem Generalsuperintendenten Johann Jakob Quandt erfuhren die Pietisten heftige Gegnerschaft. Den ebenfalls in Halle ausgebildeten Franz Albert Schultz, der ein ebenso streitbarer Verfechter des Pietismus war, konnte Rogall für Königsberg gewinnen. Er setzte Rogalls Wirken in Ostpreußen nach dessen Tod fort, auch als Nachfolger in der Leitung des Collegium Fridericianum.
Rogall ist der Herausgeber des Gesangbuchs Kern alter und neuer Lieder (Königsberg 1731), das in Ostpreußen lange Zeit in Gebrauch war. Jedem Lied in diesem Gesangbuch ist ein „Kernspruch“ beigegeben, der den Inhalt in verkürzter Form ausdrücken soll.